# Santiago Saura
Santiago Saura fue un médico odontólogo nacido en Mahón, Menorca el 12 de octubre de 1906 y fallecido el 7 de octubre de 1981 en la misma ciudad.
Trabajó en distintos puntos de España antes de ser destinado a su Menorca natal. Fue el médico de San Luis, y su hermano Juan Saura lo fue de Villacarlos. Fue encarcelado varias veces durante la guerra civil española por el bando republicano.
Fue propietario de varias fincas en el norte de la isla que rodeaban varias playas, como el Arenal de Son Saura donde se encuentra la urbanización Son Parc —donde una calle lleva su nombre—, el Arenal d'en Castell y Macaret.
Tocaba el violín y fue socio fundador del casino mahonés.
- Datos: Q6121143